# Chris Tucker
Christopher Tucker (Atlanta, 31 augustus 1971) is een Amerikaans acteur en komiek.

## Biografie
Tucker werd geboren in Atlanta (Georgia), maar groeide op in Decatur. Na de middelbare school verhuisde hij naar Los Angeles, om daar zijn carrière als komiek verder op te bouwen.
In 1995 speelde Tucker voor het eerst in een film, met rapper Ice Cube, in de film Friday. In 1997 speelde hij samen met Charlie Sheen in Money Talks, en datzelfde jaar speelde hij naast Bruce Willis in The Fifth Element. 
Tucker is waarschijnlijk het meest bekend van zijn rol als detective James Carter in Rush Hour-trilogie. In die drie films speelt hij samen met vechtkunstmeester Jackie Chan. Tucker ontving voor de rol in het tweede Rush Hour-deel 20 miljoen dollar, en 25 miljoen voor het derde deel. De laatste was onderdeel van een 40 miljoen dollar contract voor twee films met New Line Cinema, dat ook een naamloze toekomstige film omvatte. Hij zou ook 20% van de opbrengst van Rush Hour 3 ontvangen.
Hij speelde in een videoclip van Jackson, genaamd You Rock My World. Hij getuigde voor Michael tijdens diens proces voor vermeend kindermisbruik in 2005. Hij was ook bij de herdenking na het overlijden van Jackson.
Op 19 april 2005 werd Tucker gearresteerd omdat hij met 175 km/uur over de weg reed. Hij zei dat hij te laat was voor de kerk.
Sinds 2011 is Tucker weer regelmatig actief als stand-upkomiek.

## Filmografie
- 1994 - House Party 3
- 1995 - Friday
- 1995 - Panther
- 1995 - Dead Presidents
- 1997 - Jackie Brown
- 1997 - Money Talks
- 1997 - The Fifth Element
- 1998 - Rush Hour
- 2001 - Rush Hour 2
- 2007 - Rush Hour 3
- 2012 - Silver Linings Playbook
- 2016 - Billy Lynn's Long Halftime Walk
- 2023 - Air

### Videoclips
- Korte rol in de videoclip van "California Love" van rapper Tupac Shakur.
- Korte rol in de videoclip van "Shake It Off" van zangeres Mariah Carey.
- Rol in de videoclip van "You Rock My World" van Michael Jackson.